# Segunda tentativa de golpe de Estado na Venezuela em 1992
Uma tentativa de golpe de Estado na Venezuela ocorreu em 27 de novembro de 1992 contra o governo do então presidente Carlos Andrés Pérez, apenas nove meses após uma primeira tentativa em fevereiro do mesmo ano. Nesta ocasião, civis e militares participaram da intentona golpista. Os nomes mais proeminentes nos eventos foram Hernán Grüber Odremán, Luis Enrique Cabrera Aguirre, Luis Reyes Reyes, Francisco Visconti Osorio; e os partidos políticos Bandera Roja e Tercer Camino.

## Acontecimentos
O movimento das tropas rebeldes começou às 23 horas do dia anterior, quinta-feira, 26 de novembro, com o objetivo principal de capturar o presidente constitucional Carlos Andrés Pérez e estabelecer uma junta cívico-militar como governo de transição. Também estava prevista a libertação de Hugo Chávez, preso após seu golpe fracassado de fevereiro.

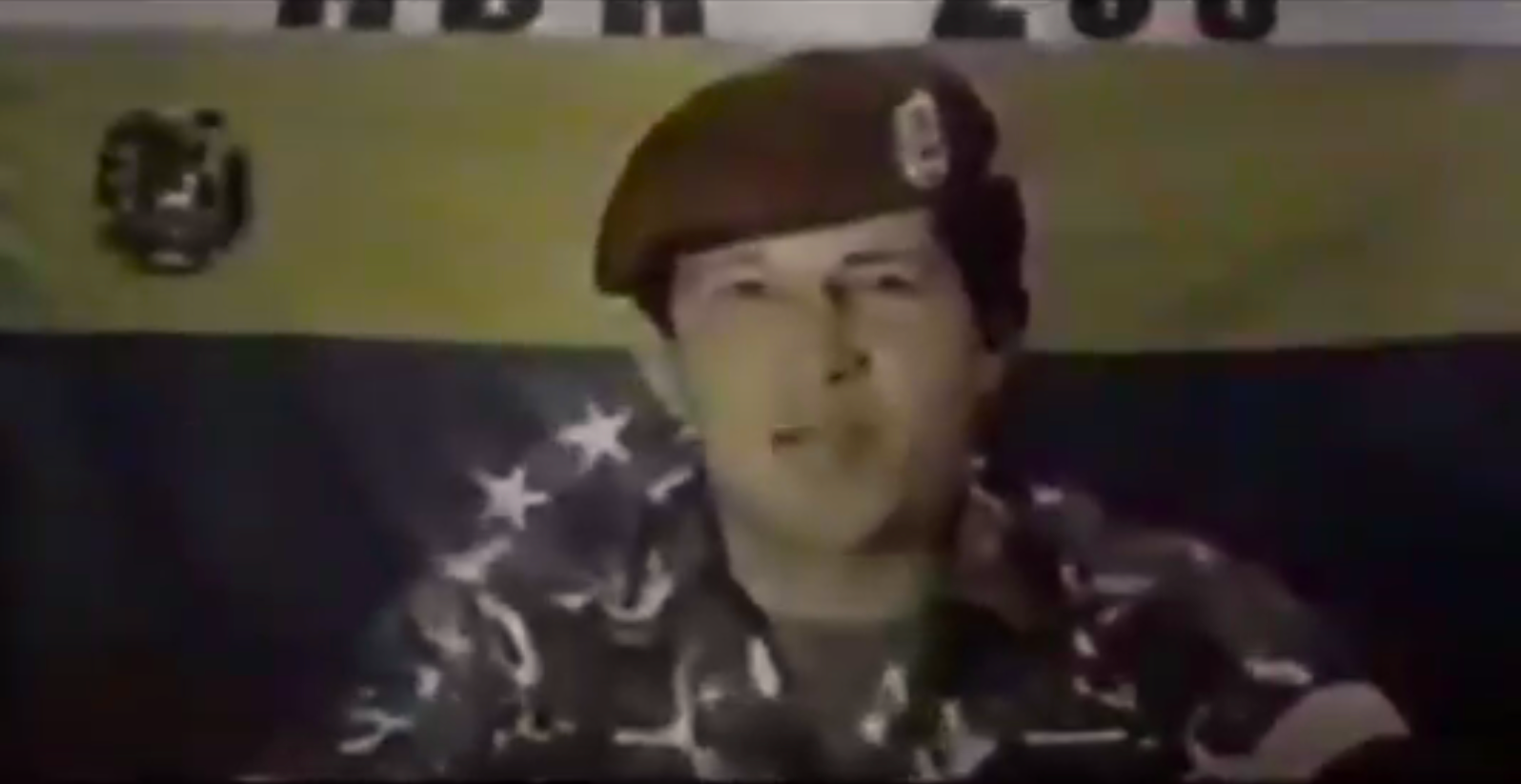
Uma imagem estática do vídeo que Chávez divulgou durante a tentativa de golpe de novembro de 1992.

A sede da emissora pública de televisão Venezolana de Televisión, bem como as antenas repetidoras da RCTV e da Venevisión, foram tomadas pelo tenente Jesse Chacón, que tiveram ordens de transmitir um vídeo gravado pelos lideres golpistas no qual explicavam o motivo da rebelião e convocavam as Forças Armadas para se juntarem a eles. Em vez disso, no entanto, um vídeo gravado anteriormente por Chávez, que não havia participado do planejamento do golpe, foi transmitido, para surpresa dos líderes.
Por sua vez, o presidente Carlos Andrés Pérez se comunicou com a nação através do sinal da Televen, a única estação de televisão nacional em seu poder, onde anunciou que esta tentativa de golpe era um "coletazo" de fevereiro de 1992, e que o governo tinha a situação sob controle. Às 15h30, os rebeldes renderam-se, após um confronto com as forças constitucionais que deixou um saldo de nove mortos, todos funcionários da estação de televisão VTV, pelas mãos dos insurgentes que eram comandados na época pelo Tenente Jesse Chacon.
Pela manhã, aviões OV-10 Bronco pilotados por oficiais golpistas decolaram da Base Aérea El Libertador, em Maracay, e atacaram vários alvos em todo o país, incluindo o bombardeio do Palácio de Miraflores, El Helicoide e a Base Aérea Generalísimo Francisco de Miranda, em Caracas, mas um dos OV-10 Broncos foi abatido por oficiais da Direção dos Serviços de Inteligência e de Prevenção (DISIP), de uma das rampas ou trincheiras de defesa da Base Aérea, utilizando uma arma automática de longo alcance calibre 50mm, que repeliram o ataque, arremetido eminentemente e agressivamente pelos rebeldes que tinham vantagem em armas, sobre as forças leais ao governo; esta aeronave estava sendo perseguida naquele instante por uma aeronave F-16, que no momento dos disparos voou para um dos lados, afastando-se dela, evitando ser confundida com um dos insurgentes e ao mesmo tempo sendo atingida pelas munições.
Às quatro da tarde vários revolucionários se renderam, embora muitos tenham escapado para o Peru, onde foram recebidos como perseguidos políticos pelo presidente Alberto Fujimori; em abril do mesmo ano, o governo venezuelano havia rompido relações diplomáticas com o Peru devido ao autogolpe de Fujimori.
À noite, embora a situação tenha sido controlada a nível militar, foram relatados confrontos entre a polícia e os rebeldes nas paróquias caraquenhas de Caricuao e 23 de Enero. Um motim ocorreu no Retén de Catia e vários presos conseguiram escapar, várias dezenas morrendo em confrontos com a Guarda Nacional Venezuelana.

## Consequências
Os números oficiais registram 171 mortos, 142 civis e 29 militares, enquanto que extraoficialmente são 300. Além disso, foram registrados 95 militares feridos. O jornal El País noticiou o numero de cinquenta mortos, incluindo um jornalista, vinte e quatro horas após o eventos. 
Quinhentos oficiais e suboficiais foram presos após os acontecimentos, juntamente com 800 soldados sem patente e 40 civis; entretanto, apenas 196 pessoas, entre civis e militares, foram levadas a um tribunal militar, incluindo aqueles que fugiram para o Peru, para os quais foi aberto processo à revelia. Destes, 97 foram condenados, e o restante foi absolvido. No entanto, algumas semanas depois, a Corte Suprema de Justiça da Venezuela anulou os julgamentos e, dentro do período de um ano, todos os envolvidos já haviam sido libertados pelos governos de Ramón José Velásquez e Rafael Caldera.

## Nota
- Este artigo foi inicialmente traduzido, total ou parcialmente, do artigo da Wikipédia em castelhano cujo título é «Segundo intento de golpe de Estado de Venezuela de 1992».